# Greatest Hits (Sumo)

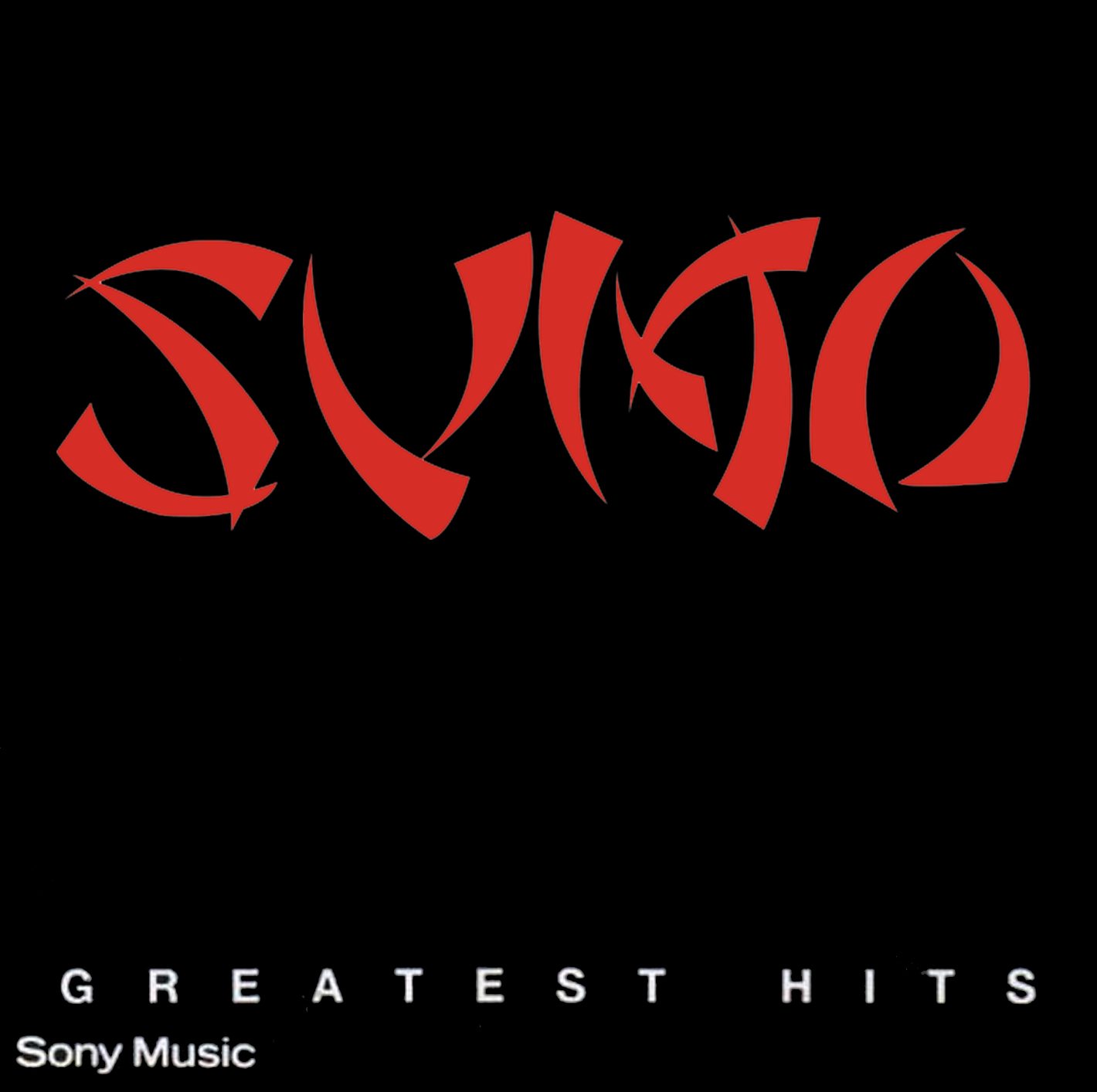
front cover

Sumo - Greatest Hits é um álbum recompilatório da banda de rock argentina Sumo, lançado em 1991 com o selo Sony Music.

## Faixas
1. Mejor no hablar (de ciertas cosas) - 4:42
2. Lo Quiero Ya - 2:16
3. La rubia tarada - 4:00
4. Que Me Pisen - 4:21
5. Kaya - 3:13
6. Crua-Chan - 3:30
7. Los viejos vinagres - 3:15
8. Debede	 - 2:56
9. Nextweek - 3:16
10. Heroina - 5:43